# Richard Lucke

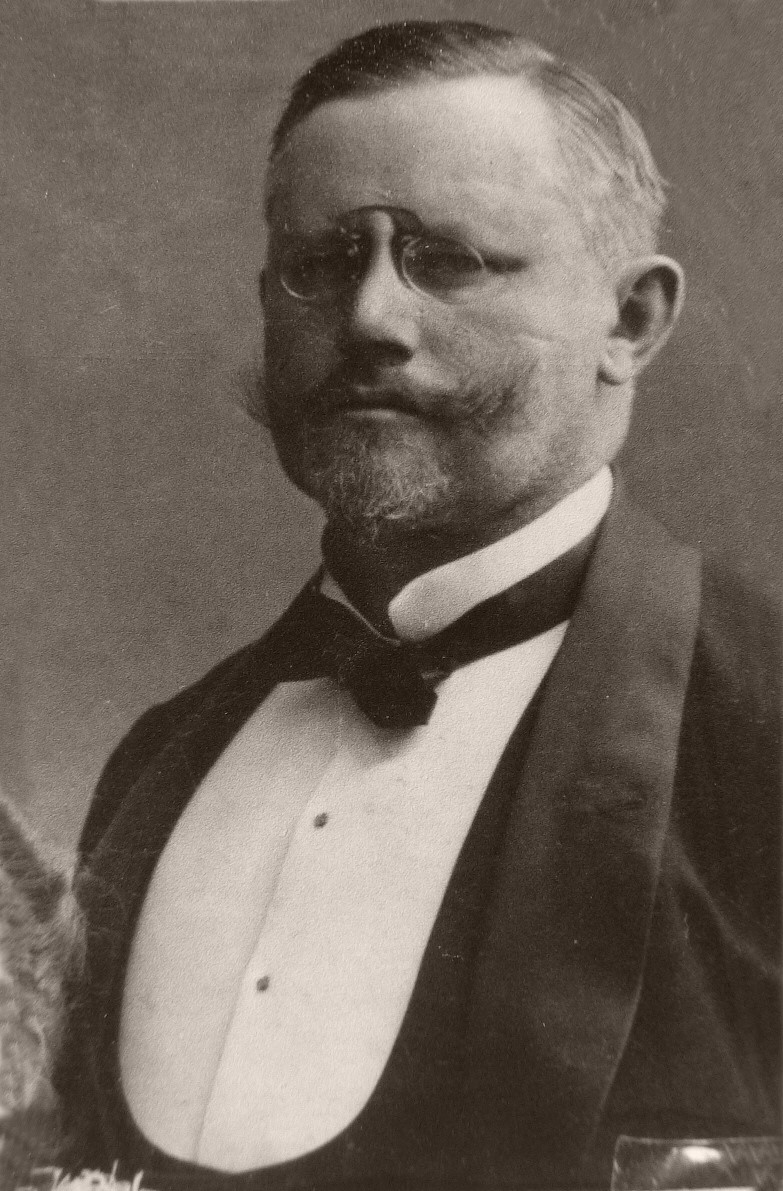
Richard Lucke

Richard Lucke (* 5. Dezember 1858 in Leubel, Kreis Wohlau; † 5. Februar 1928 in München) war ein deutscher Verwaltungsjurist in Schlesien.

## Leben
Richard Lucke besuchte das Maria-Magdalenen-Gymnasium in Breslau. Nach dem Abitur begann er an der Universität Leipzig Rechtswissenschaft zu studieren. 1879 wurde er Mitglied des Corps Guestphalia Leipzig. Als Inaktiver wechselte er an die  Schlesische Friedrich-Wilhelms-Universität. Dort war er Verkehrsgast beim Corps Borussia Breslau. 1882 wurde er in Leipzig zum Dr. jur. promoviert.
Er trat in die innere Verwaltung des  Königreichs Preußen und legte 1887 bei der Regierung in Liegnitz das Examen als Regierungsassessor ab. Von 1893 bis 1919 war er Landrat des Kreises Gostyn. Anschließend war er Oberregierungsrat und Vorsteher des Finanzamtes Glogau. Den Ruhestand verlebte er in München.
1919 wurde er Corpsschleifenträger der Borussia Breslau, die ihm aufgrund seiner Verdienste 1925 das Band verlieh.